# François-René Lemercier
François-René Lemercier ou encore Le Mercier ou Lemercier-Motterie est un médecin français, né à La Penly le 16 janvier 1782, et mort à Mayenne le 25 septembre 1844. 

## Biographie
Il est le fils de René Lemercier et de Jacquine Batel. Il effectue ses études médicales à Paris, en particulier à l'hôpital Saint-Louis. Il soutient le 19 août 1808, sous la présidence de Salmtier, sa thèse doctorale intitulée : Dissertation sur le cancer des lèvres, Paris, 1808, 21 pp. in 8. 
Etabli à Mayenne, il est médecin des hôpitaux et des prisons, médecin des épidémies de l'arrondissement ; en 1816, il fut nommé membre du jury médical du département en remplacement de René-François Plaichard Choltière, et le 5 avril 1825 membre correspondant de l'Académie de médecine. 
Il apprit que le Congrès scientifique de France, qui devait tenir sa 7e session au Mans en septembre 1839, avait porté sur son programme la statistique du département de la Sarthe. Cette clause ne fut pas remplie. Mais lorsque le Congrès se réunit le 12 septembre, sous la présidence de Pierre-Aimé Lair et d'Arcisse de Caumont, Lemercier apporta à la section de médecine la statistique de la Mayenne, et en donna lecture le 20. Il prit également part aux discussions inscrites à l'ordre du jour de la section, sous la présidence d'Etoc-Demazy en particulier sur le parallèle de la taille et de la lithotritie. Membre, avec Lepage d'Orléans, et Bourjot de Paris, de la Commission chargée de nommer les lauréats de la section de médecine, Lemercier ne put être rangé parmi les médaillés ; mais les congressistes lui votèrent, le 21 septembre, avant de se séparer, tous leurs éloges pour l'ensemble de ses travaux.. 
De ses ouvrages, la Statistique qui fut publiée en partie dans les comptes rendus du Congrès, puis dans l' Annuaire de la Mayenne de 1841, enfin en un volume spécial, la Statistique était le plus original, et le seul édité jusque-là sur l'hygiène mayennaise au XIXe siècle.
Il épouse à Mayenne, le 14 septembre 1818, Eulalie Lottin. De ce mariage sont issus : 1° Hippolyte-François Lemercier, né à Mayenne le 9 novembre 1820 ; 2° Théophile Lemerccier, né à Mayenne le 21 juin 1822, mort à Mayenne le 3 juillet 1822.

## Sources partielles
: document utilisé comme source pour la rédaction de cet article..
- « François-René Lemercier », dans Alphonse-Victor Angot et Ferdinand Gaugain, Dictionnaire historique, topographique et biographique de la Mayenne, Laval, A. Goupil, 1900-1910 [détail des éditions] (BNF 34106789, présentation en ligne)
- Paul Delaunay, Vieux médecins mayennais